# Karl Hohmann
Karl Hohmann, född 18 juni 1908, död 31 mars 1974, var en tysk fotbollsspelare.
Karl Hohmann gjorde 26 landskamper och 20 mål för Tyskland mellan 1930 och 1937. I VM 1934 där Tyskland vann bronset avgjorde Hohmann kvartsfinalen mot Sverige då han gjorde Tysklands båda mål i 2-1-segern.
Efter spelarkarriären tog Karl Hohmann över som manager i Rot-Weiss Essen och ledde dem till seger i tyska cupen 1953.